# 센차

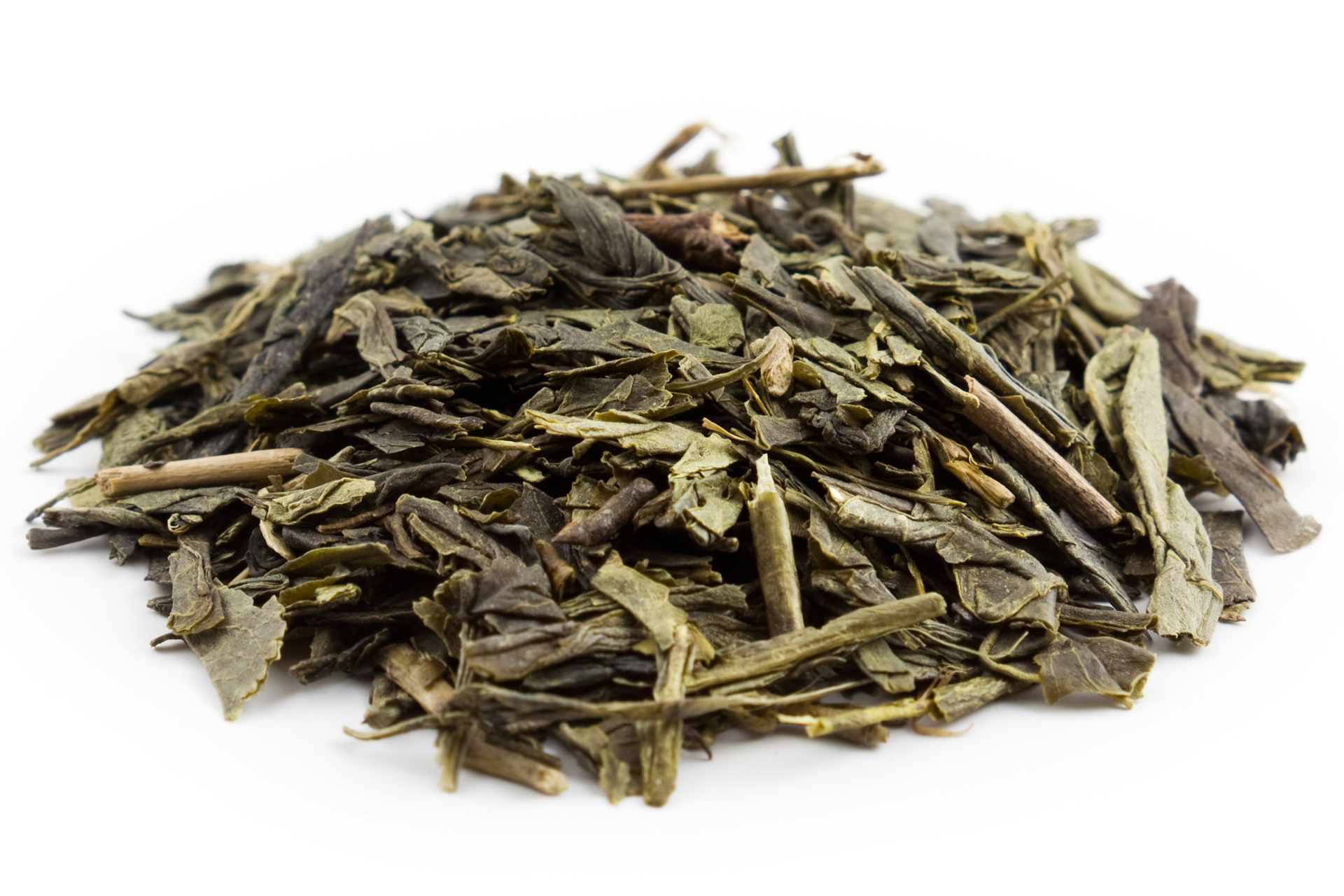
센차의 차잎

센차(煎茶)는 일본에서 마시는 녹차의 일종이다. 일본에서 생산되는 차의 약 80%를 차지하는 일본에서 가장 인기 있는 차이다.

## 같이 보기
- 일본차